# Marie Retková
Marie Retková (* 8. června 1956) je rozhlasová a televizní moderátorka. Známá je především jako bývalá hlasatelka Československé a později České televize.

## Životopis
Vystudovala žurnalistiku na Karlově univerzitě. Roku 1977 nastoupila jako hlasatelka do Československé televize, kde (v nástupnické České televizi) zůstala až do roku 2006, kdy byla pozice hlasatelek zrušena. V současnosti pracuje jako externí moderátorka v Českém rozhlase Dvojka.
Marie Retková byla v letech 1999 – 2005 předsedkyní správní rady Nadačního fondu Českého rozhlasu. Jako televizní hlasatelka získala v letech 1998, 1999 a 2000 celkem 3 ceny TýTý.